# Посевьево
Посевьево — деревня в Сергиево-Посадском районе Московской области, в составе муниципального образования Сельское поселение Шеметовское (до 29 ноября 2006 года входила в состав Ченцовского сельского округа).

## Население
| 2002 | 2006 | 2010 |
| ---- | ---- | ---- |
| 26   | ↘22  | ↗66  |

## География
Посевьево расположено примерно в 25 км (по шоссе) на север от Сергиева Посада, на безымянном ручье, правом притоке реки Дубна, высота центра деревни над уровнем моря — 197 м. На 2016 год в деревне зарегистрировано 3 садовых товарищества.

## Достопримечательности
На доме №16 по улице Садовой установлена мемориальная доска, в честь того, что в этом месте во время охоты в мае 1919 года останавливался Владимир Ленин. Так же выявленным объектом исторического наследия, по той же причине, признан дом №19, однако каких-либо мемориальных знаков на нём не установлено.